# 8820 Anjandersen
8820 Anjandersen este un asteroid din centura principală, descoperit pe 14 noiembrie 1985, de Poul Jensen.